# Okumuki
Albums de L'Aura
Demian
Singles
1. Radio Star
2. Today
3. Una favola
4. Irraggiungibile
5. Domani

Okumuki est le premier album studio de la chanteuse italienne L'Aura, paru en 2005. À l'occasion de sa participation au Festival de Sanremo en 2006, l'album est réédité avec quelques titres supplémentaires, porté par le nouveau single "Irraggiungibile",.

## Liste des pistes

### Version originale
| No  | Titre                   | Auteur                 | Durée |
| --- | ----------------------- | ---------------------- | ----- |
| 1.  | Demons (In Your Dreams) | Laura Abela, Dan Fries | 4:07  |
| 2.  | Una favola              | Laura Abela            | 4:52  |
| 3.  | Radio Star              | Laura Abela, Dan Fries | 2:53  |
| 4.  | Piove                   | Laura Abela            | 4:36  |
| 5.  | Breathing               | Laura Abela            | 4:43  |
| 6.  | Domani                  | Laura Abela            | 4:15  |
| 7.  | Lettere d'amore         | Laura Abela, Dan Fries | 4:13  |
| 8.  | Alice                   | Laura Abela            | 4:21  |
| 9.  | Mr. Oh !                | Laura Abela            | 3:59  |
| 10. | Today                   | Laura Abela            | 4:03  |
| 11. | If Everybody Had a Gun  | Laura Abela            | 3:34  |

### Version rééditée
| No  | Titre                   | Auteur                 | Durée |
| --- | ----------------------- | ---------------------- | ----- |
| 1.  | Irraggiungibile         | Laura Abela            | 4:16  |
| 2.  | Today                   | Laura Abela            | 4:03  |
| 3.  | Radio Star              | Laura Abela, Dan Fries | 2:53  |
| 4.  | Una favola              | Laura Abela            | 4:52  |
| 5.  | Demons (In Your Dreams) | Laura Abela, Dan Fries | 4:07  |
| 6.  | Piove                   | Laura Abela            | 4:36  |
| 7.  | Dar Lin                 | Laura Abela            | 2:43  |
| 8.  | Breathing               | Laura Abela            | 4:43  |
| 9.  | Degli alberi            | Laura Abela            | 4:29  |
| 10. | If Everybody Had a Gun  | Laura Abela            | 3:34  |
| 11. | Alice                   | Laura Abela            | 4:21  |
| 12. | Domani                  | Laura Abela            | 4:15  |
| 13. | Lettere d'amore         | Laura Abela, Dan Fries | 4:13  |
| 14. | Mr. Oh !                | Laura Abela            | 3:59  |
| 15. | Life on Mars?           | David Bowie            | 3:30  |